# Шедея комбінація (Шедея цикл)
Комбінація Шедея — ідея в шаховій композиції ортодоксального жанру. Суть ідеї — циклічна переміна функцій ходів білих фігур при незмінних двох захистах у двох фазах, де крім матів у тематичних варіантах захисту чорних використано третій мат, який є в загрозі.

## Історія
Цю ідею запропонував український шаховий композитор з Харкова Сергій Олександрович Шедей (09.06.1940 — 26.11.2012).
В задачі у двох фазах з двома тематичними захистами, які повторюються в кожній фазі, проходить циклічне чергування трьох матів, два з яких є матуючі ходи, а один є загрозою мату, по суті міняються по циклу функції ходів білих фігур.
Ідея дістала назву — комбінація Шедея, в різних джерелах ідея має назви — цикл Шедея, тема Домбро-Лачного.
Алгоритм вираження теми:
1.? ~ 2. A #
1. ... b 2. B #
1. ... c 2. C #, 1. ... !
1.! ~ 2. B #
1. ... b 2. C #
1. ... c 2. A #
|   | a | b | c | d | e | f | g | h |   |
| 8 | a8 чорний слон · c8 білий слон · g7 чорний пішак · d6 чорний пішак · h6 білий пішак · a5 біла тура · b5 чорний кінь · g5 білий пішак · h5 біла тура · b4 білий кінь · d4 чорний король · e4 білий пішак · b3 білий ферзь · c3 чорний пішак · e3 чорний пішак · f3 білий пішак · c2 білий пішак · e2 білий пішак · d1 білий король | a8 чорний слон · c8 білий слон · g7 чорний пішак · d6 чорний пішак · h6 білий пішак · a5 біла тура · b5 чорний кінь · g5 білий пішак · h5 біла тура · b4 білий кінь · d4 чорний король · e4 білий пішак · b3 білий ферзь · c3 чорний пішак · e3 чорний пішак · f3 білий пішак · c2 білий пішак · e2 білий пішак · d1 білий король | a8 чорний слон · c8 білий слон · g7 чорний пішак · d6 чорний пішак · h6 білий пішак · a5 біла тура · b5 чорний кінь · g5 білий пішак · h5 біла тура · b4 білий кінь · d4 чорний король · e4 білий пішак · b3 білий ферзь · c3 чорний пішак · e3 чорний пішак · f3 білий пішак · c2 білий пішак · e2 білий пішак · d1 білий король | a8 чорний слон · c8 білий слон · g7 чорний пішак · d6 чорний пішак · h6 білий пішак · a5 біла тура · b5 чорний кінь · g5 білий пішак · h5 біла тура · b4 білий кінь · d4 чорний король · e4 білий пішак · b3 білий ферзь · c3 чорний пішак · e3 чорний пішак · f3 білий пішак · c2 білий пішак · e2 білий пішак · d1 білий король | a8 чорний слон · c8 білий слон · g7 чорний пішак · d6 чорний пішак · h6 білий пішак · a5 біла тура · b5 чорний кінь · g5 білий пішак · h5 біла тура · b4 білий кінь · d4 чорний король · e4 білий пішак · b3 білий ферзь · c3 чорний пішак · e3 чорний пішак · f3 білий пішак · c2 білий пішак · e2 білий пішак · d1 білий король | a8 чорний слон · c8 білий слон · g7 чорний пішак · d6 чорний пішак · h6 білий пішак · a5 біла тура · b5 чорний кінь · g5 білий пішак · h5 біла тура · b4 білий кінь · d4 чорний король · e4 білий пішак · b3 білий ферзь · c3 чорний пішак · e3 чорний пішак · f3 білий пішак · c2 білий пішак · e2 білий пішак · d1 білий король | a8 чорний слон · c8 білий слон · g7 чорний пішак · d6 чорний пішак · h6 білий пішак · a5 біла тура · b5 чорний кінь · g5 білий пішак · h5 біла тура · b4 білий кінь · d4 чорний король · e4 білий пішак · b3 білий ферзь · c3 чорний пішак · e3 чорний пішак · f3 білий пішак · c2 білий пішак · e2 білий пішак · d1 білий король | a8 чорний слон · c8 білий слон · g7 чорний пішак · d6 чорний пішак · h6 білий пішак · a5 біла тура · b5 чорний кінь · g5 білий пішак · h5 біла тура · b4 білий кінь · d4 чорний король · e4 білий пішак · b3 білий ферзь · c3 чорний пішак · e3 чорний пішак · f3 білий пішак · c2 білий пішак · e2 білий пішак · d1 білий король | 8 |
| 7 | a8 чорний слон · c8 білий слон · g7 чорний пішак · d6 чорний пішак · h6 білий пішак · a5 біла тура · b5 чорний кінь · g5 білий пішак · h5 біла тура · b4 білий кінь · d4 чорний король · e4 білий пішак · b3 білий ферзь · c3 чорний пішак · e3 чорний пішак · f3 білий пішак · c2 білий пішак · e2 білий пішак · d1 білий король | a8 чорний слон · c8 білий слон · g7 чорний пішак · d6 чорний пішак · h6 білий пішак · a5 біла тура · b5 чорний кінь · g5 білий пішак · h5 біла тура · b4 білий кінь · d4 чорний король · e4 білий пішак · b3 білий ферзь · c3 чорний пішак · e3 чорний пішак · f3 білий пішак · c2 білий пішак · e2 білий пішак · d1 білий король | a8 чорний слон · c8 білий слон · g7 чорний пішак · d6 чорний пішак · h6 білий пішак · a5 біла тура · b5 чорний кінь · g5 білий пішак · h5 біла тура · b4 білий кінь · d4 чорний король · e4 білий пішак · b3 білий ферзь · c3 чорний пішак · e3 чорний пішак · f3 білий пішак · c2 білий пішак · e2 білий пішак · d1 білий король | a8 чорний слон · c8 білий слон · g7 чорний пішак · d6 чорний пішак · h6 білий пішак · a5 біла тура · b5 чорний кінь · g5 білий пішак · h5 біла тура · b4 білий кінь · d4 чорний король · e4 білий пішак · b3 білий ферзь · c3 чорний пішак · e3 чорний пішак · f3 білий пішак · c2 білий пішак · e2 білий пішак · d1 білий король | a8 чорний слон · c8 білий слон · g7 чорний пішак · d6 чорний пішак · h6 білий пішак · a5 біла тура · b5 чорний кінь · g5 білий пішак · h5 біла тура · b4 білий кінь · d4 чорний король · e4 білий пішак · b3 білий ферзь · c3 чорний пішак · e3 чорний пішак · f3 білий пішак · c2 білий пішак · e2 білий пішак · d1 білий король | a8 чорний слон · c8 білий слон · g7 чорний пішак · d6 чорний пішак · h6 білий пішак · a5 біла тура · b5 чорний кінь · g5 білий пішак · h5 біла тура · b4 білий кінь · d4 чорний король · e4 білий пішак · b3 білий ферзь · c3 чорний пішак · e3 чорний пішак · f3 білий пішак · c2 білий пішак · e2 білий пішак · d1 білий король | a8 чорний слон · c8 білий слон · g7 чорний пішак · d6 чорний пішак · h6 білий пішак · a5 біла тура · b5 чорний кінь · g5 білий пішак · h5 біла тура · b4 білий кінь · d4 чорний король · e4 білий пішак · b3 білий ферзь · c3 чорний пішак · e3 чорний пішак · f3 білий пішак · c2 білий пішак · e2 білий пішак · d1 білий король | a8 чорний слон · c8 білий слон · g7 чорний пішак · d6 чорний пішак · h6 білий пішак · a5 біла тура · b5 чорний кінь · g5 білий пішак · h5 біла тура · b4 білий кінь · d4 чорний король · e4 білий пішак · b3 білий ферзь · c3 чорний пішак · e3 чорний пішак · f3 білий пішак · c2 білий пішак · e2 білий пішак · d1 білий король | 7 |
| 6 | a8 чорний слон · c8 білий слон · g7 чорний пішак · d6 чорний пішак · h6 білий пішак · a5 біла тура · b5 чорний кінь · g5 білий пішак · h5 біла тура · b4 білий кінь · d4 чорний король · e4 білий пішак · b3 білий ферзь · c3 чорний пішак · e3 чорний пішак · f3 білий пішак · c2 білий пішак · e2 білий пішак · d1 білий король | a8 чорний слон · c8 білий слон · g7 чорний пішак · d6 чорний пішак · h6 білий пішак · a5 біла тура · b5 чорний кінь · g5 білий пішак · h5 біла тура · b4 білий кінь · d4 чорний король · e4 білий пішак · b3 білий ферзь · c3 чорний пішак · e3 чорний пішак · f3 білий пішак · c2 білий пішак · e2 білий пішак · d1 білий король | a8 чорний слон · c8 білий слон · g7 чорний пішак · d6 чорний пішак · h6 білий пішак · a5 біла тура · b5 чорний кінь · g5 білий пішак · h5 біла тура · b4 білий кінь · d4 чорний король · e4 білий пішак · b3 білий ферзь · c3 чорний пішак · e3 чорний пішак · f3 білий пішак · c2 білий пішак · e2 білий пішак · d1 білий король | a8 чорний слон · c8 білий слон · g7 чорний пішак · d6 чорний пішак · h6 білий пішак · a5 біла тура · b5 чорний кінь · g5 білий пішак · h5 біла тура · b4 білий кінь · d4 чорний король · e4 білий пішак · b3 білий ферзь · c3 чорний пішак · e3 чорний пішак · f3 білий пішак · c2 білий пішак · e2 білий пішак · d1 білий король | a8 чорний слон · c8 білий слон · g7 чорний пішак · d6 чорний пішак · h6 білий пішак · a5 біла тура · b5 чорний кінь · g5 білий пішак · h5 біла тура · b4 білий кінь · d4 чорний король · e4 білий пішак · b3 білий ферзь · c3 чорний пішак · e3 чорний пішак · f3 білий пішак · c2 білий пішак · e2 білий пішак · d1 білий король | a8 чорний слон · c8 білий слон · g7 чорний пішак · d6 чорний пішак · h6 білий пішак · a5 біла тура · b5 чорний кінь · g5 білий пішак · h5 біла тура · b4 білий кінь · d4 чорний король · e4 білий пішак · b3 білий ферзь · c3 чорний пішак · e3 чорний пішак · f3 білий пішак · c2 білий пішак · e2 білий пішак · d1 білий король | a8 чорний слон · c8 білий слон · g7 чорний пішак · d6 чорний пішак · h6 білий пішак · a5 біла тура · b5 чорний кінь · g5 білий пішак · h5 біла тура · b4 білий кінь · d4 чорний король · e4 білий пішак · b3 білий ферзь · c3 чорний пішак · e3 чорний пішак · f3 білий пішак · c2 білий пішак · e2 білий пішак · d1 білий король | a8 чорний слон · c8 білий слон · g7 чорний пішак · d6 чорний пішак · h6 білий пішак · a5 біла тура · b5 чорний кінь · g5 білий пішак · h5 біла тура · b4 білий кінь · d4 чорний король · e4 білий пішак · b3 білий ферзь · c3 чорний пішак · e3 чорний пішак · f3 білий пішак · c2 білий пішак · e2 білий пішак · d1 білий король | 6 |
| 5 | a8 чорний слон · c8 білий слон · g7 чорний пішак · d6 чорний пішак · h6 білий пішак · a5 біла тура · b5 чорний кінь · g5 білий пішак · h5 біла тура · b4 білий кінь · d4 чорний король · e4 білий пішак · b3 білий ферзь · c3 чорний пішак · e3 чорний пішак · f3 білий пішак · c2 білий пішак · e2 білий пішак · d1 білий король | a8 чорний слон · c8 білий слон · g7 чорний пішак · d6 чорний пішак · h6 білий пішак · a5 біла тура · b5 чорний кінь · g5 білий пішак · h5 біла тура · b4 білий кінь · d4 чорний король · e4 білий пішак · b3 білий ферзь · c3 чорний пішак · e3 чорний пішак · f3 білий пішак · c2 білий пішак · e2 білий пішак · d1 білий король | a8 чорний слон · c8 білий слон · g7 чорний пішак · d6 чорний пішак · h6 білий пішак · a5 біла тура · b5 чорний кінь · g5 білий пішак · h5 біла тура · b4 білий кінь · d4 чорний король · e4 білий пішак · b3 білий ферзь · c3 чорний пішак · e3 чорний пішак · f3 білий пішак · c2 білий пішак · e2 білий пішак · d1 білий король | a8 чорний слон · c8 білий слон · g7 чорний пішак · d6 чорний пішак · h6 білий пішак · a5 біла тура · b5 чорний кінь · g5 білий пішак · h5 біла тура · b4 білий кінь · d4 чорний король · e4 білий пішак · b3 білий ферзь · c3 чорний пішак · e3 чорний пішак · f3 білий пішак · c2 білий пішак · e2 білий пішак · d1 білий король | a8 чорний слон · c8 білий слон · g7 чорний пішак · d6 чорний пішак · h6 білий пішак · a5 біла тура · b5 чорний кінь · g5 білий пішак · h5 біла тура · b4 білий кінь · d4 чорний король · e4 білий пішак · b3 білий ферзь · c3 чорний пішак · e3 чорний пішак · f3 білий пішак · c2 білий пішак · e2 білий пішак · d1 білий король | a8 чорний слон · c8 білий слон · g7 чорний пішак · d6 чорний пішак · h6 білий пішак · a5 біла тура · b5 чорний кінь · g5 білий пішак · h5 біла тура · b4 білий кінь · d4 чорний король · e4 білий пішак · b3 білий ферзь · c3 чорний пішак · e3 чорний пішак · f3 білий пішак · c2 білий пішак · e2 білий пішак · d1 білий король | a8 чорний слон · c8 білий слон · g7 чорний пішак · d6 чорний пішак · h6 білий пішак · a5 біла тура · b5 чорний кінь · g5 білий пішак · h5 біла тура · b4 білий кінь · d4 чорний король · e4 білий пішак · b3 білий ферзь · c3 чорний пішак · e3 чорний пішак · f3 білий пішак · c2 білий пішак · e2 білий пішак · d1 білий король | a8 чорний слон · c8 білий слон · g7 чорний пішак · d6 чорний пішак · h6 білий пішак · a5 біла тура · b5 чорний кінь · g5 білий пішак · h5 біла тура · b4 білий кінь · d4 чорний король · e4 білий пішак · b3 білий ферзь · c3 чорний пішак · e3 чорний пішак · f3 білий пішак · c2 білий пішак · e2 білий пішак · d1 білий король | 5 |
| 4 | a8 чорний слон · c8 білий слон · g7 чорний пішак · d6 чорний пішак · h6 білий пішак · a5 біла тура · b5 чорний кінь · g5 білий пішак · h5 біла тура · b4 білий кінь · d4 чорний король · e4 білий пішак · b3 білий ферзь · c3 чорний пішак · e3 чорний пішак · f3 білий пішак · c2 білий пішак · e2 білий пішак · d1 білий король | a8 чорний слон · c8 білий слон · g7 чорний пішак · d6 чорний пішак · h6 білий пішак · a5 біла тура · b5 чорний кінь · g5 білий пішак · h5 біла тура · b4 білий кінь · d4 чорний король · e4 білий пішак · b3 білий ферзь · c3 чорний пішак · e3 чорний пішак · f3 білий пішак · c2 білий пішак · e2 білий пішак · d1 білий король | a8 чорний слон · c8 білий слон · g7 чорний пішак · d6 чорний пішак · h6 білий пішак · a5 біла тура · b5 чорний кінь · g5 білий пішак · h5 біла тура · b4 білий кінь · d4 чорний король · e4 білий пішак · b3 білий ферзь · c3 чорний пішак · e3 чорний пішак · f3 білий пішак · c2 білий пішак · e2 білий пішак · d1 білий король | a8 чорний слон · c8 білий слон · g7 чорний пішак · d6 чорний пішак · h6 білий пішак · a5 біла тура · b5 чорний кінь · g5 білий пішак · h5 біла тура · b4 білий кінь · d4 чорний король · e4 білий пішак · b3 білий ферзь · c3 чорний пішак · e3 чорний пішак · f3 білий пішак · c2 білий пішак · e2 білий пішак · d1 білий король | a8 чорний слон · c8 білий слон · g7 чорний пішак · d6 чорний пішак · h6 білий пішак · a5 біла тура · b5 чорний кінь · g5 білий пішак · h5 біла тура · b4 білий кінь · d4 чорний король · e4 білий пішак · b3 білий ферзь · c3 чорний пішак · e3 чорний пішак · f3 білий пішак · c2 білий пішак · e2 білий пішак · d1 білий король | a8 чорний слон · c8 білий слон · g7 чорний пішак · d6 чорний пішак · h6 білий пішак · a5 біла тура · b5 чорний кінь · g5 білий пішак · h5 біла тура · b4 білий кінь · d4 чорний король · e4 білий пішак · b3 білий ферзь · c3 чорний пішак · e3 чорний пішак · f3 білий пішак · c2 білий пішак · e2 білий пішак · d1 білий король | a8 чорний слон · c8 білий слон · g7 чорний пішак · d6 чорний пішак · h6 білий пішак · a5 біла тура · b5 чорний кінь · g5 білий пішак · h5 біла тура · b4 білий кінь · d4 чорний король · e4 білий пішак · b3 білий ферзь · c3 чорний пішак · e3 чорний пішак · f3 білий пішак · c2 білий пішак · e2 білий пішак · d1 білий король | a8 чорний слон · c8 білий слон · g7 чорний пішак · d6 чорний пішак · h6 білий пішак · a5 біла тура · b5 чорний кінь · g5 білий пішак · h5 біла тура · b4 білий кінь · d4 чорний король · e4 білий пішак · b3 білий ферзь · c3 чорний пішак · e3 чорний пішак · f3 білий пішак · c2 білий пішак · e2 білий пішак · d1 білий король | 4 |
| 3 | a8 чорний слон · c8 білий слон · g7 чорний пішак · d6 чорний пішак · h6 білий пішак · a5 біла тура · b5 чорний кінь · g5 білий пішак · h5 біла тура · b4 білий кінь · d4 чорний король · e4 білий пішак · b3 білий ферзь · c3 чорний пішак · e3 чорний пішак · f3 білий пішак · c2 білий пішак · e2 білий пішак · d1 білий король | a8 чорний слон · c8 білий слон · g7 чорний пішак · d6 чорний пішак · h6 білий пішак · a5 біла тура · b5 чорний кінь · g5 білий пішак · h5 біла тура · b4 білий кінь · d4 чорний король · e4 білий пішак · b3 білий ферзь · c3 чорний пішак · e3 чорний пішак · f3 білий пішак · c2 білий пішак · e2 білий пішак · d1 білий король | a8 чорний слон · c8 білий слон · g7 чорний пішак · d6 чорний пішак · h6 білий пішак · a5 біла тура · b5 чорний кінь · g5 білий пішак · h5 біла тура · b4 білий кінь · d4 чорний король · e4 білий пішак · b3 білий ферзь · c3 чорний пішак · e3 чорний пішак · f3 білий пішак · c2 білий пішак · e2 білий пішак · d1 білий король | a8 чорний слон · c8 білий слон · g7 чорний пішак · d6 чорний пішак · h6 білий пішак · a5 біла тура · b5 чорний кінь · g5 білий пішак · h5 біла тура · b4 білий кінь · d4 чорний король · e4 білий пішак · b3 білий ферзь · c3 чорний пішак · e3 чорний пішак · f3 білий пішак · c2 білий пішак · e2 білий пішак · d1 білий король | a8 чорний слон · c8 білий слон · g7 чорний пішак · d6 чорний пішак · h6 білий пішак · a5 біла тура · b5 чорний кінь · g5 білий пішак · h5 біла тура · b4 білий кінь · d4 чорний король · e4 білий пішак · b3 білий ферзь · c3 чорний пішак · e3 чорний пішак · f3 білий пішак · c2 білий пішак · e2 білий пішак · d1 білий король | a8 чорний слон · c8 білий слон · g7 чорний пішак · d6 чорний пішак · h6 білий пішак · a5 біла тура · b5 чорний кінь · g5 білий пішак · h5 біла тура · b4 білий кінь · d4 чорний король · e4 білий пішак · b3 білий ферзь · c3 чорний пішак · e3 чорний пішак · f3 білий пішак · c2 білий пішак · e2 білий пішак · d1 білий король | a8 чорний слон · c8 білий слон · g7 чорний пішак · d6 чорний пішак · h6 білий пішак · a5 біла тура · b5 чорний кінь · g5 білий пішак · h5 біла тура · b4 білий кінь · d4 чорний король · e4 білий пішак · b3 білий ферзь · c3 чорний пішак · e3 чорний пішак · f3 білий пішак · c2 білий пішак · e2 білий пішак · d1 білий король | a8 чорний слон · c8 білий слон · g7 чорний пішак · d6 чорний пішак · h6 білий пішак · a5 біла тура · b5 чорний кінь · g5 білий пішак · h5 біла тура · b4 білий кінь · d4 чорний король · e4 білий пішак · b3 білий ферзь · c3 чорний пішак · e3 чорний пішак · f3 білий пішак · c2 білий пішак · e2 білий пішак · d1 білий король | 3 |
| 2 | a8 чорний слон · c8 білий слон · g7 чорний пішак · d6 чорний пішак · h6 білий пішак · a5 біла тура · b5 чорний кінь · g5 білий пішак · h5 біла тура · b4 білий кінь · d4 чорний король · e4 білий пішак · b3 білий ферзь · c3 чорний пішак · e3 чорний пішак · f3 білий пішак · c2 білий пішак · e2 білий пішак · d1 білий король | a8 чорний слон · c8 білий слон · g7 чорний пішак · d6 чорний пішак · h6 білий пішак · a5 біла тура · b5 чорний кінь · g5 білий пішак · h5 біла тура · b4 білий кінь · d4 чорний король · e4 білий пішак · b3 білий ферзь · c3 чорний пішак · e3 чорний пішак · f3 білий пішак · c2 білий пішак · e2 білий пішак · d1 білий король | a8 чорний слон · c8 білий слон · g7 чорний пішак · d6 чорний пішак · h6 білий пішак · a5 біла тура · b5 чорний кінь · g5 білий пішак · h5 біла тура · b4 білий кінь · d4 чорний король · e4 білий пішак · b3 білий ферзь · c3 чорний пішак · e3 чорний пішак · f3 білий пішак · c2 білий пішак · e2 білий пішак · d1 білий король | a8 чорний слон · c8 білий слон · g7 чорний пішак · d6 чорний пішак · h6 білий пішак · a5 біла тура · b5 чорний кінь · g5 білий пішак · h5 біла тура · b4 білий кінь · d4 чорний король · e4 білий пішак · b3 білий ферзь · c3 чорний пішак · e3 чорний пішак · f3 білий пішак · c2 білий пішак · e2 білий пішак · d1 білий король | a8 чорний слон · c8 білий слон · g7 чорний пішак · d6 чорний пішак · h6 білий пішак · a5 біла тура · b5 чорний кінь · g5 білий пішак · h5 біла тура · b4 білий кінь · d4 чорний король · e4 білий пішак · b3 білий ферзь · c3 чорний пішак · e3 чорний пішак · f3 білий пішак · c2 білий пішак · e2 білий пішак · d1 білий король | a8 чорний слон · c8 білий слон · g7 чорний пішак · d6 чорний пішак · h6 білий пішак · a5 біла тура · b5 чорний кінь · g5 білий пішак · h5 біла тура · b4 білий кінь · d4 чорний король · e4 білий пішак · b3 білий ферзь · c3 чорний пішак · e3 чорний пішак · f3 білий пішак · c2 білий пішак · e2 білий пішак · d1 білий король | a8 чорний слон · c8 білий слон · g7 чорний пішак · d6 чорний пішак · h6 білий пішак · a5 біла тура · b5 чорний кінь · g5 білий пішак · h5 біла тура · b4 білий кінь · d4 чорний король · e4 білий пішак · b3 білий ферзь · c3 чорний пішак · e3 чорний пішак · f3 білий пішак · c2 білий пішак · e2 білий пішак · d1 білий король | a8 чорний слон · c8 білий слон · g7 чорний пішак · d6 чорний пішак · h6 білий пішак · a5 біла тура · b5 чорний кінь · g5 білий пішак · h5 біла тура · b4 білий кінь · d4 чорний король · e4 білий пішак · b3 білий ферзь · c3 чорний пішак · e3 чорний пішак · f3 білий пішак · c2 білий пішак · e2 білий пішак · d1 білий король | 2 |
| 1 | a8 чорний слон · c8 білий слон · g7 чорний пішак · d6 чорний пішак · h6 білий пішак · a5 біла тура · b5 чорний кінь · g5 білий пішак · h5 біла тура · b4 білий кінь · d4 чорний король · e4 білий пішак · b3 білий ферзь · c3 чорний пішак · e3 чорний пішак · f3 білий пішак · c2 білий пішак · e2 білий пішак · d1 білий король | a8 чорний слон · c8 білий слон · g7 чорний пішак · d6 чорний пішак · h6 білий пішак · a5 біла тура · b5 чорний кінь · g5 білий пішак · h5 біла тура · b4 білий кінь · d4 чорний король · e4 білий пішак · b3 білий ферзь · c3 чорний пішак · e3 чорний пішак · f3 білий пішак · c2 білий пішак · e2 білий пішак · d1 білий король | a8 чорний слон · c8 білий слон · g7 чорний пішак · d6 чорний пішак · h6 білий пішак · a5 біла тура · b5 чорний кінь · g5 білий пішак · h5 біла тура · b4 білий кінь · d4 чорний король · e4 білий пішак · b3 білий ферзь · c3 чорний пішак · e3 чорний пішак · f3 білий пішак · c2 білий пішак · e2 білий пішак · d1 білий король | a8 чорний слон · c8 білий слон · g7 чорний пішак · d6 чорний пішак · h6 білий пішак · a5 біла тура · b5 чорний кінь · g5 білий пішак · h5 біла тура · b4 білий кінь · d4 чорний король · e4 білий пішак · b3 білий ферзь · c3 чорний пішак · e3 чорний пішак · f3 білий пішак · c2 білий пішак · e2 білий пішак · d1 білий король | a8 чорний слон · c8 білий слон · g7 чорний пішак · d6 чорний пішак · h6 білий пішак · a5 біла тура · b5 чорний кінь · g5 білий пішак · h5 біла тура · b4 білий кінь · d4 чорний король · e4 білий пішак · b3 білий ферзь · c3 чорний пішак · e3 чорний пішак · f3 білий пішак · c2 білий пішак · e2 білий пішак · d1 білий король | a8 чорний слон · c8 білий слон · g7 чорний пішак · d6 чорний пішак · h6 білий пішак · a5 біла тура · b5 чорний кінь · g5 білий пішак · h5 біла тура · b4 білий кінь · d4 чорний король · e4 білий пішак · b3 білий ферзь · c3 чорний пішак · e3 чорний пішак · f3 білий пішак · c2 білий пішак · e2 білий пішак · d1 білий король | a8 чорний слон · c8 білий слон · g7 чорний пішак · d6 чорний пішак · h6 білий пішак · a5 біла тура · b5 чорний кінь · g5 білий пішак · h5 біла тура · b4 білий кінь · d4 чорний король · e4 білий пішак · b3 білий ферзь · c3 чорний пішак · e3 чорний пішак · f3 білий пішак · c2 білий пішак · e2 білий пішак · d1 білий король | a8 чорний слон · c8 білий слон · g7 чорний пішак · d6 чорний пішак · h6 білий пішак · a5 біла тура · b5 чорний кінь · g5 білий пішак · h5 біла тура · b4 білий кінь · d4 чорний король · e4 білий пішак · b3 білий ферзь · c3 чорний пішак · e3 чорний пішак · f3 білий пішак · c2 білий пішак · e2 білий пішак · d1 білий король | 1 |
|   | a | b | c | d | e | f | g | h |   |

FEN: b1B5/6p1/3p3P/Rn4PR/1N1kP3/1Qp1pP2/2P1P3/3K4
1. hg? ~ 2. Bf6# A

1. ... Kc5 b 2. Be3# B
1. ... Ke5 c 2. Qc3# C, 1. ... d5!
1. Sd5! ~ 2. Be3# B
1. ... Kc5 b 2. Qc3# C
1. ... Ke5 c 2. Bf6# A